# Liste des évêques de Kabale
Liste des évêques de Kabale.
Le diocèse de Kabale (Dioecesis Kabalenensis), en Ouganda, a été érigé le 1er février 1966, par détachement de celui de Mbarara.

## Ordinaires
- 1er février 1966-29 mai 1969 : siège vacant
- 29 mai 1969-15 juillet 1994 : Barnabas Halem ’Imana (Barnabas R. Halem ’Imana)
- 15 juillet 1994-11 janvier 1996 : siège vacant, administrateur: Robert Gay
- 11 janvier 1996-15 mars 2003 : Robert Gay M.Afr. (Robert Marie Gay)
- depuis le 15 mars 2003 : Callistus Rubaramira

## Sources
- L'ANNUAIRE PONTIFICAL, sur le site http://www.catholic-hierarchy.org, à la page